# Agiostrati
Agiostrati (in greco Άγιος Ευστράτιος?, Agios Efstratios, nota nel dialetto locale comeΆη Στράτης, Ai Stratis) è un'isola della Grecia del Mar Egeo situata a circa 30 km a sud-ovest da Lemno e 80 km a nordovest da Lesbo. Dal punto di vista amministrativo è un comune nella periferia dell'Egeo Settentrionale (unità periferica di Lemno) con 371 abitanti al censimento 2001.
L'isola è collegata con Lemno, Agios Konstantinos, Kymi e Kavala. In passato è stata luogo di confino per prigionieri politici in due stagioni: prima negli anni trenta, poi durante la dittatura dei colonnelli.

## Geografia fisica
Si trova a 30 km (18 miglia marine) a sudovest di Lemno e 80 (42 miglia marine) a nordovest di Lesbo. Ha una forma grosso modo triangolare con larghezza massima di 6 km, lunghezza massima di 11 km ed una superficie di circa 43,3 km². L'origine geologica dell'isola è vulcanica. Il punto più alto dell'isola è Simadi (Σημάδι) 298 m s.l.m.

## Nome
L'isola deve il suo nome a Sant'Eustrazio, che vi risiedette come esule, essendosi opposto alle politiche iconoclaste dell'imperatore Leone l'armeno. Gli abitanti mostrano ancor oggi quella che si suppone essere la sua tomba.

## Storia
La presenza di vestigia di insediamenti da diverse epoche in punti differenti dell'isola, fa dedurre che l'isola sia stata abitata dal terzo millennio prima di Cristo fino all'epoca bizantina.
A causa degli attacchi dei pirati durati tutto il XIV secolo, si ritiene che l'isola sia stata abbandonata durante il XV secolo. Il cartografo ottomano Piri Reìs la descrive nel 1520 come disabitata. L'isola sarebbe tornata ad essere abitata a metà del XVI secolo nella baia del porto odierno.
Il 19 febbraio 1968 un terremoto del grado 7,2 della scala Richter con epicentro a sud dell'isola distrusse quasi integralmente il porto e l'insediamento principale. La basilica di Agios Vasilios (Άγιος Βασίλειος), costruita nel 1727, fu uno dei pochi edifici che resistette al sisma. La dittatura dei colonnelli, al potere all'epoca, ricostruì il villaggio con prefabbricati disposti come un accampamento militare. Questo nuovo insediamento, oltre ad essere privo delle caratteristiche e delle attrattive dell'edilizia tradizionale, aveva problemi di umidità e di scarso isolamento termico.
Molti prigionieri politici furono confinati tra il 1928 ed il 1963 sull'isola. Dal 1936 al 1948 la popolazione dei prigionieri politici ammontava a 300 unità. Si calcola che nel tempo siano passati circa 6 000 prigionieri che dovevano organizzarsi la vita autonomamente in tende o capanne autocostruite. La malnutrizione e le malattie furono causa di parecchie morti. Tra i prigionieri ci furono il poeta e scrittore Yiannis Ritsos, Tasos Livaditis, Kostas Varnalis e Nikos Karouzos, il compositore Mikīs Theodōrakīs e l'attore Manos Katrakis.
Il politico e partigiano Euripidīs Mpakirtzīs fu confinato due volte ad Agiostrati.

## Curiosità
• Una delle "mappe" del videogioco Arma III della Bohemia Interactive è ambientato ad Agiostrati, chiamata Stratis nel gioco facente parte della repubblica di Altis.